# Empfangsgebäude des Wormser Hauptbahnhofs

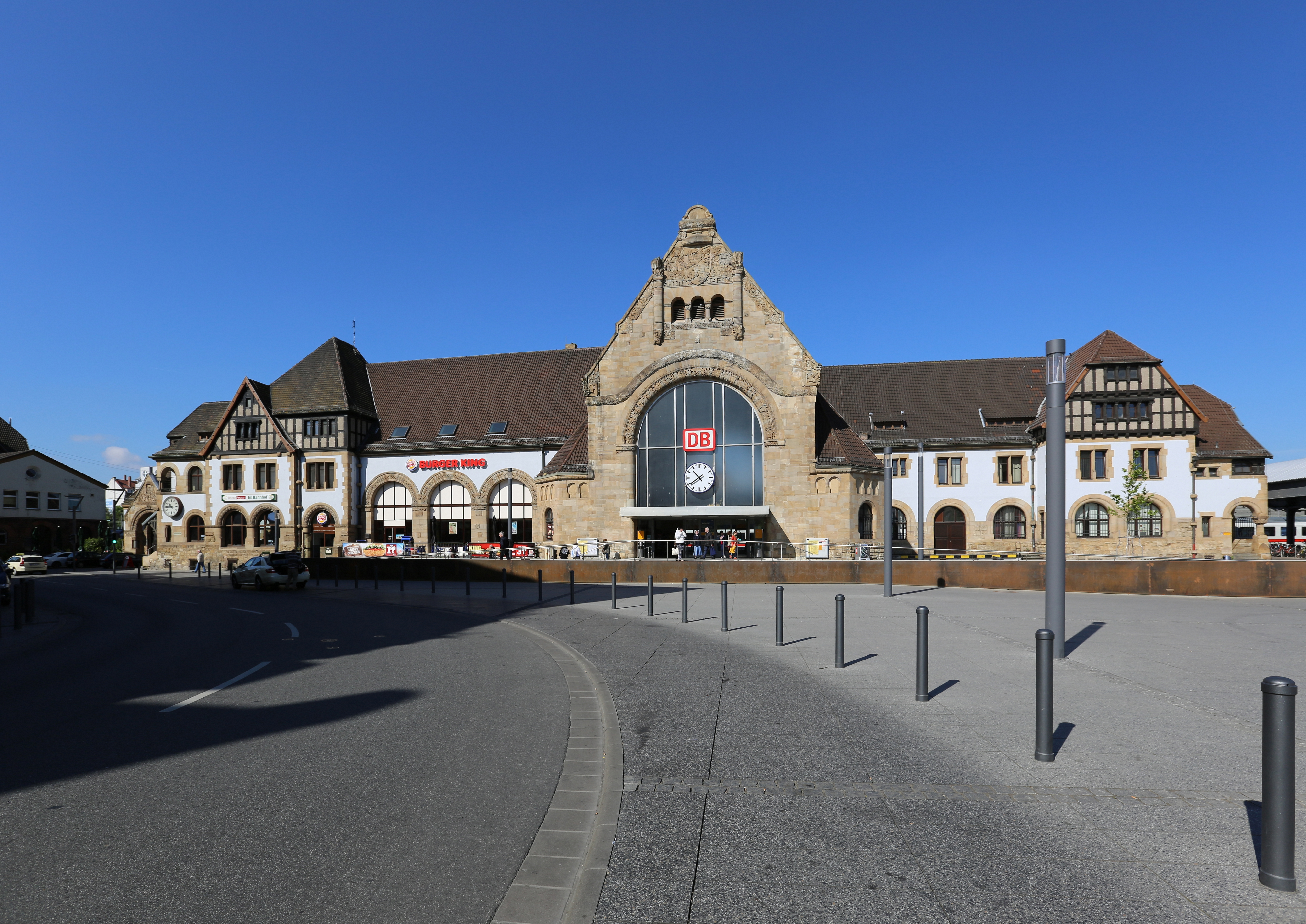
Straßenseite

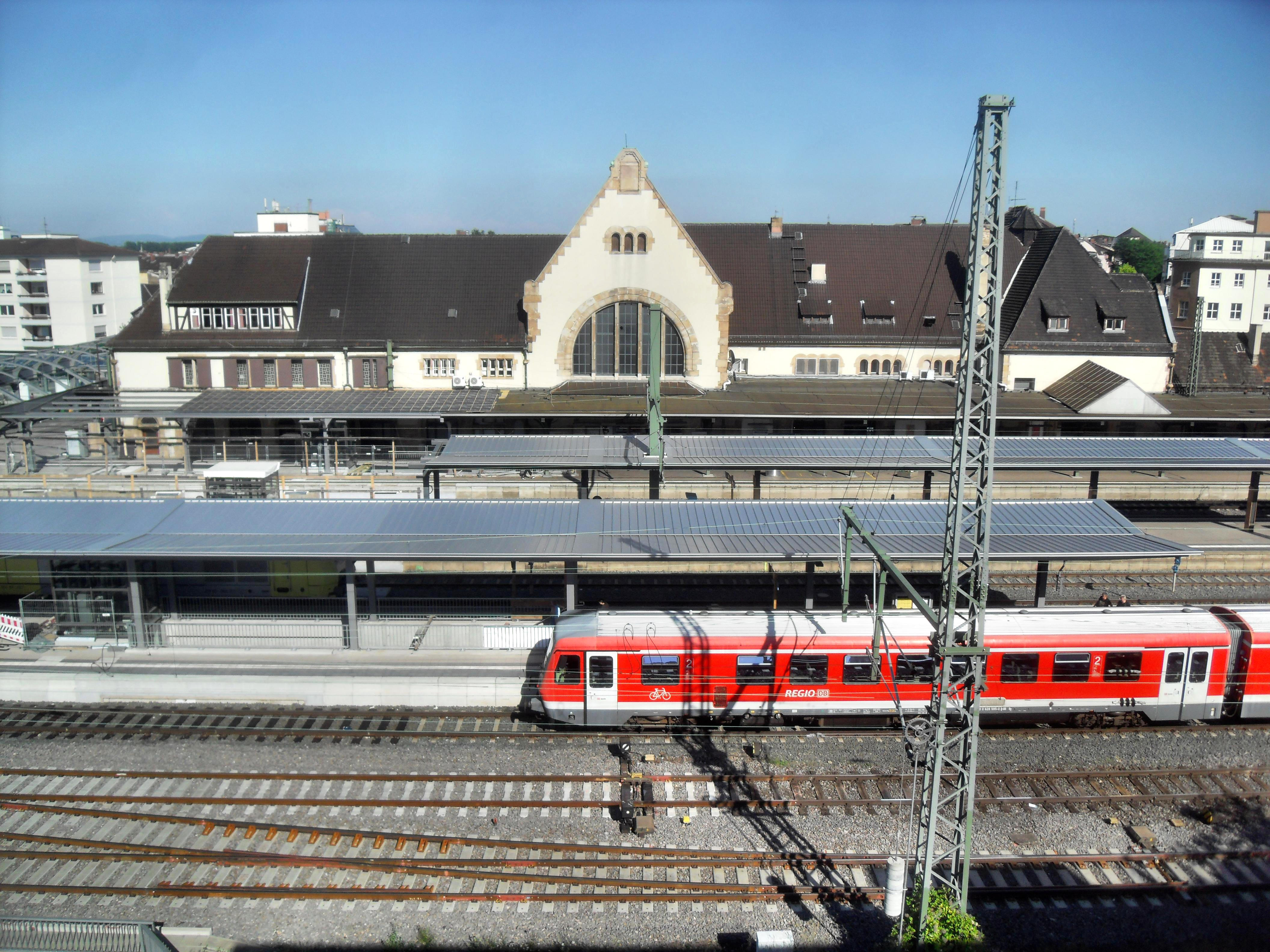
Bahnsteigseite

Das heutige Empfangsgebäude des Wormser Hauptbahnhofs ist das dritte Empfangsgebäude des Wormser Hauptbahnhofs seit dessen Einrichtung 1853. Das denkmalgeschützte Gebäude wurde zum 31. März 1904 eröffnet und fällt durch seine umfassende Baudekoration auf.

## Entstehungsgeschichte

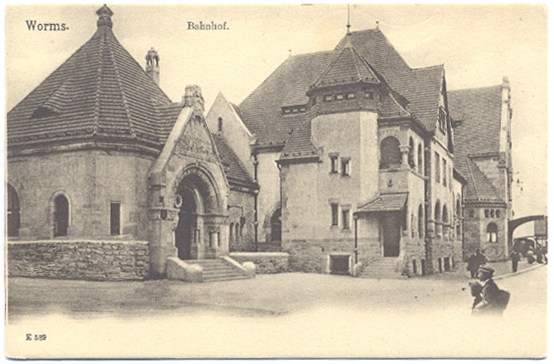
Der Wormser Hauptbahnhof mit dem Fürstenpavillon (links) und dem Hauptgebäude (rechts) im Jahr 1910

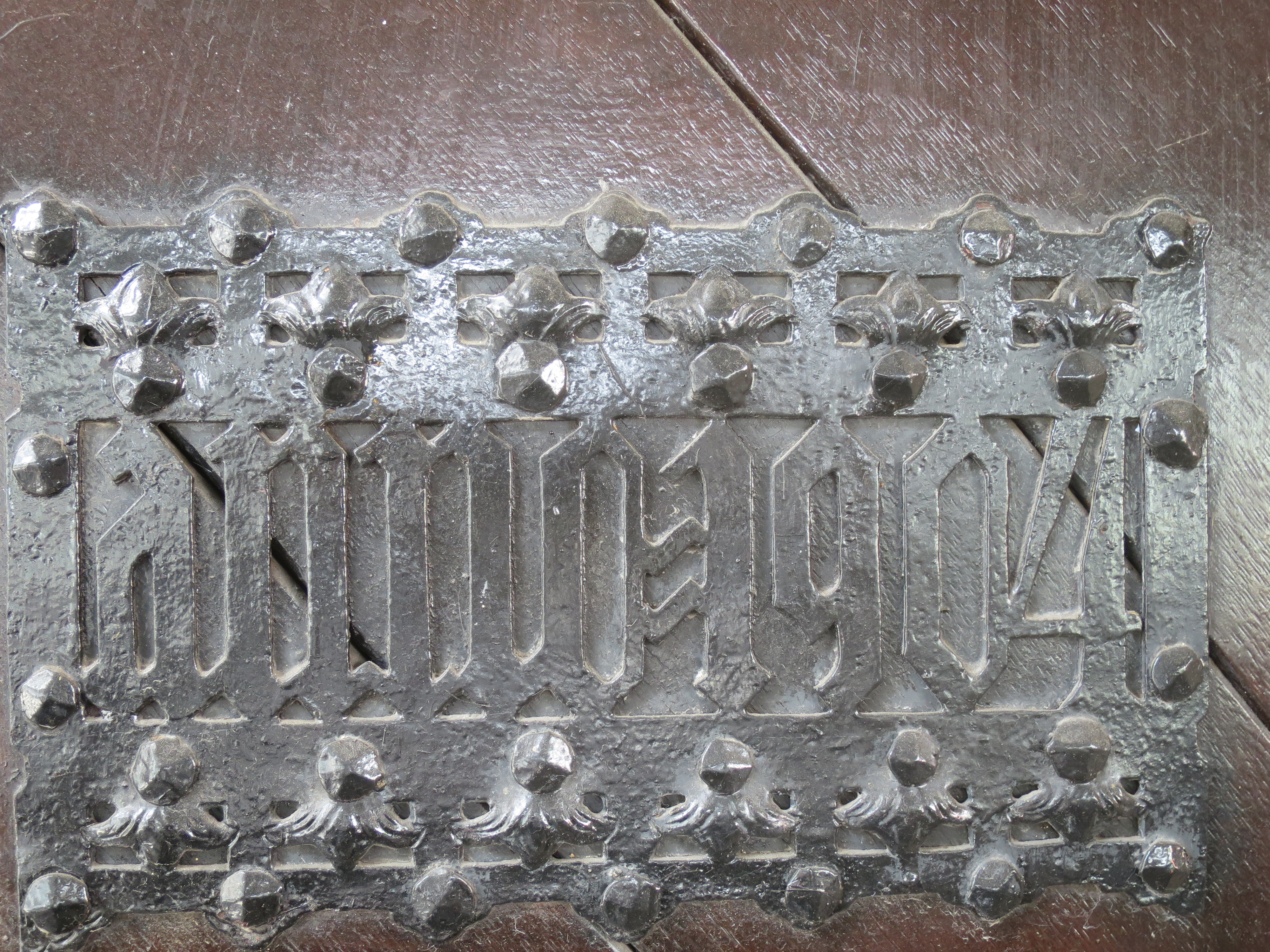
Der Beschlag an der Nordtür des Empfangsgebäudes nennt das Eröffnungsdatum: „anno 1904“

### Ausgangssituation
1853 erhielt Worms seinen Bahnhof, als die Bahnstrecke Mainz–Ludwigshafen, die von der Hessischen Ludwigsbahn (HLB), einer Aktiengesellschaft, errichtet wurde. Als der Personenverkehr immer mehr zunahm, reichte die Kapazität des alten Empfangsgebäudes nicht mehr aus. Es wurde deshalb 1871 erheblich erweitert. 20 Jahre später stellte sich das Problem erneut: Nutzer, Bevölkerung und 1890 auch die Stadtverordnetenversammlung forderten den weiteren Ausbau des Bahnhofs. Die HLB zögerte zu investieren, die Stadt Worms und die örtliche Industrie drängten auf Erweiterung. Nach verschiedenen Vorschlägen seitens der HLB, die aus Sicht der Stadt zu kurz griffen oder aus anderen Gründen als nachteilig empfunden wurden, zeichnete sich zum Jahreswechsel 1894/95 eine Lösung ab: Das Großherzogtum Hessen und die HLB schlossen einen Vertrag über den Bau der Rheinbrücke Worms, die erste Eisenbahnbrücke an dieser Stelle, und die Erweiterung des Bahnhofs Worms. 1901 wurde die Rheinbrücke Worms als erste Eisenbahnbrücke über den Rhein in Worms dem Verkehr übergeben. Damit wurde der gesamte Verkehr, der bisher im Bahnhof Rosengarten auf der anderen Rheinseite endete, in den Hauptbahnhof Worms eingeleitet. Dies erhöhte die dortige Verkehrsfrequenz um etwa 15 Zugpaare im Personenverkehr pro Tag. Der Neubau des Bahnhofs und auch des Empfangsgebäudes wurden damit unvermeidlich. So legte die HLB 1895 eine Planung vor, die letztendlich schon die wesentlichen Elemente enthielt, die die Zustimmung der Betroffenen fand und schließlich auch umgesetzt wurde. Dabei wurde zuerst der überwiegende Teil der Gleisanlagen umgebaut. Dem folgte der Neubau des Empfangsgebäudes ab Oktober 1901. Inzwischen war die HLB zum 1. April 1897 in der Preußisch-Hessischen Eisenbahngemeinschaft aufgegangen.

### Planung

#### Städtebauliche Aspekte
Da für die Gleise und Bahnsteige Platz gewonnen werden sollte, wurde der Neubau des Empfangsgebäudes auf dem bisherigen Bahnhofsplatz, straßenseitig vor dem bisherigen Empfangsgebäude, errichtet. Dadurch wurde der Bahnhofsvorplatz weitestgehend überbaut und stellte sich nur noch als Erweiterung der Bahnhofsstraße dar. Von den beiden Straßen, die von der Innenstadt aus in spitzem Winkel zueinander auf das Empfangsgebäude zuführten, sollte die Siegfriedstraße diejenige sein, die auf das Hauptportal zielte. Von der Kaiser-Wilhelm-Straße (heute: Wilhelm-Leuschner-Straße) aus ist dagegen lediglich ein Teil des südlichen Gebäudeflügels des Empfangsgebäudes zu sehen. Insgesamt war diese städtebauliche Lösung nicht befriedigend, aber der Auflösung des Verkehrsengpasses, den der Hauptbahnhof für den Eisenbahnverkehr darstellte, und der Beseitigung der die Reisenden behindernden Enge im vorhandenen Empfangsgebäude wurde Vorrang eingeräumt. Die Siegfriedstraße war damals eine Allee und von bürgerlichen Villen gesäumt. Auf dieser Sichtachse, die die Siegfriedstraße und der Berliner Ring bilden, liegt, dem Haupteingang des Empfangsgebäudes gegenüber und etwa 1,1 km entfernt, als Pendant die monumentale Tordurchfahrt der Nibelungenschule zur Rheinpromenade.

#### Gebäude
Bauherrin auch des neuen Empfangsgebäudes war so die Preußisch-Hessische Eisenbahngemeinschaft, faktisch also die Preußischen Staatseisenbahnen. Der Entwurf für das Empfangsgebäude kam auf folgendem Weg zu Stande: Die Bahn stellte einen Grundriss mit den von ihr benötigten Räumen her. Hier wird Fritz Klingholz von der RWTH Aachen als Autor genannt. Hinsichtlich der künstlerischen Gestaltung drängte die Stadt Worms darauf, Karl Hofmann, ehemaliger Stadtbaumeister von Worms und inzwischen Professor an der Technischen Hochschule Darmstadt, der für das damalige Stadtbild prägend gewirkt hatte, mit dem Entwurf zu betrauen. Dem stimmte die Eisenbahnverwaltung zu und Hofmann führte so den für Worms damals typischen, neuromanischen Stil in den Entwurf ein: „Für die Formgebung des Gebäudes wurde im Hinblick auf den altehrwürdigen Wormser Dom der romanische Stil gewählt“. Dieser Entwurf von Hofmann wurde in Berlin im Ministerium der öffentlichen Arbeiten zu einer Entwurfsskizze ausgearbeitet und an die Eisenbahndirektion Mainz weitergegeben, wo zunächst Regierungsbaumeister Albert Erbe, dann der aus Berlin stammende Regierungsbaumeister Martin Herrmann den Entwurf weiter bearbeitete. Die Details des Baus planten der aus Berlin stammende Martin Herrmann und der Mainzer Architekt Panthel. Martin Herrmann hatte, unterstützt durch den Architekten Keding, auch die Bauleitung. Außerdem wirkten noch andere Baubeamte mit.

### Bauarbeiten
Die Bauarbeiten begannen Mitte Oktober 1901 und wurden zwei Jahre später abgeschlossen. Das neue Empfangsgebäude wurde am 31. März 1904 eingeweiht und die zuständige Eisenbahnbauabteilung aufgelöst. Die Baukosten für das Empfangsgebäude betrugen 386.000 Mark, die der Erstausstattung 35.000 Mark. Vorgesehen gewesen waren 500.000 Mark.

## Bauwerk

### Gebäude
In der etwa 110 Meter langen Frontseite des Gebäudes zur Bahnhofstraße dominiert die Empfangshalle, die nördlich die Gepäckabfertigung und die Fahrkartenschalter, südlich die Handgepäckaufbewahrung und – bahnsteigseitig und hinter Bahnsteigsperren – einen gewölbten Gang erschloss, der einerseits Zugang zu den Wartesälen, andererseits zu den Gleisen gewährte. Im nördlichen Gebäudeflügel befanden sich im Erdgeschoss weiter Diensträume der Eisenbahnverwaltung, im Obergeschoss die Dienstwohnung des Bahnhofsvorstehers und Übernachtungsräume für Zugpersonal. Die beiden Wartesäle, einer für die erste und zweite Klasse, ein größerer für die dritte und vierte Klasse hatten Raumhöhen, die sich in den ersten Stock des Gebäudes hineinzogen. Im südlichen Gebäudeflügel befand sich im Erdgeschoss auch das Bahnhofs-Restaurant. In dessen erstem Stock war zudem die Wohnung des Bahnwirts und Zimmer für das Personal des Bahnhofs-Restaurants unter gebracht.

### Bauplastik

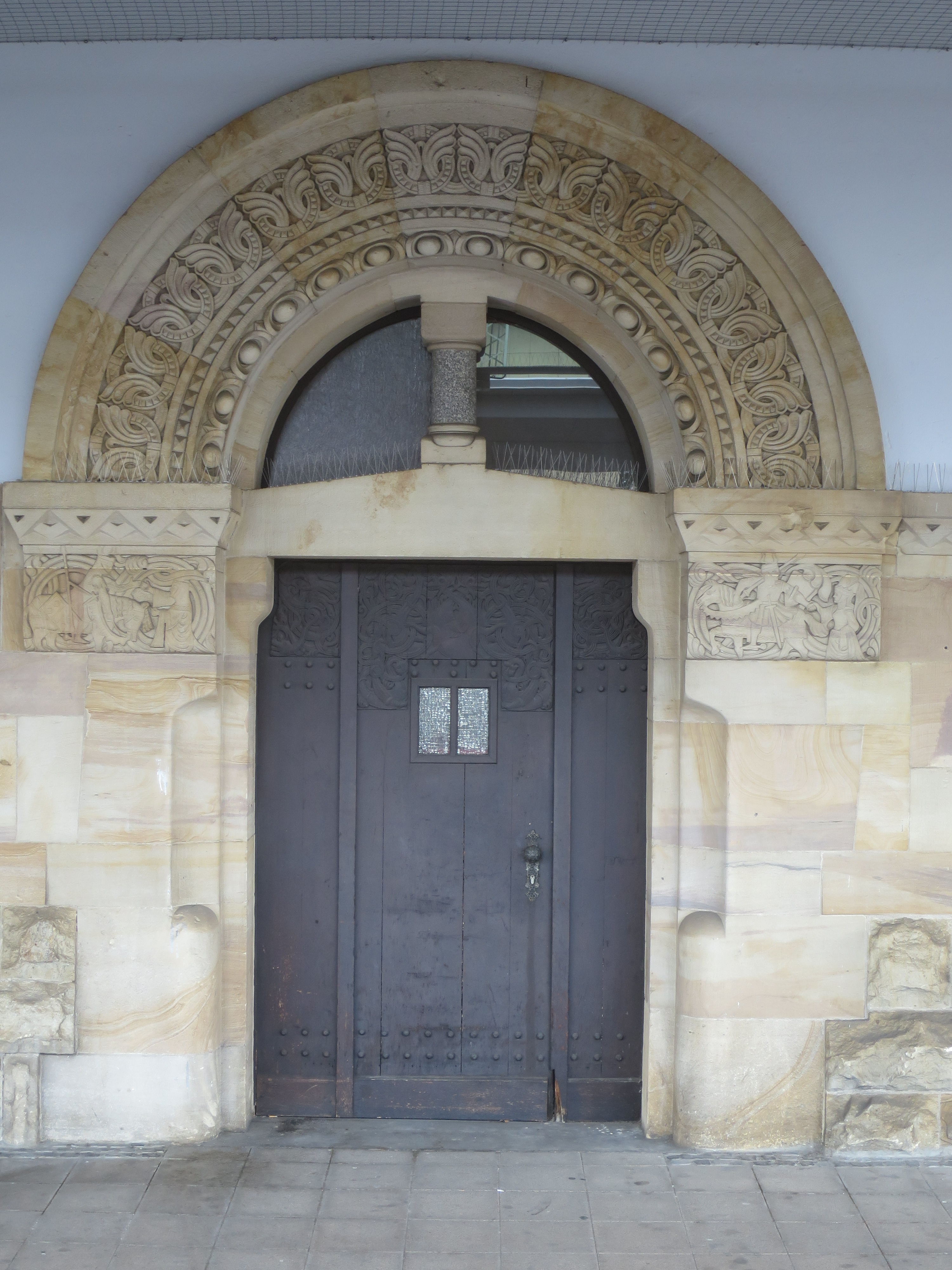
Historische Tür zur Bahnsteigseite

Die Modelle für die Bildhauerarbeiten fertigte der Bildhauer Franz Vlasdek aus Mainz-Mombach, während die Steinbildhauerarbeiten von den Firmen Schill aus Wiesbaden und Hippler & Werner aus Worms gestaltet wurden. In der Ausführung des Empfangsgebäudes zeigen sich so – im Gegensatz zu Gebäuden, für die Karl Hofmann alleine verantwortlich zeichnete – auch Jugendstileinflüsse. Das Bahnhofsgebäude ist in hohem Maß verzierter als andere von Hofmann entworfene Bauten. Im Gegensatz zu anderen Bauten in Worms wurde außerdem statt rotem Sandstein für dieses Gebäude gelblich-weißer Pfälzer Sandstein verwendet.

### Eingangshalle
Den Giebel der Eingangshalle zierte, von der Bahnhofstraße aus gesehen, das hessische Wappen und ein Drache, der die Dampfkraft sowie mitunter auch die vereinigte Königlich Preußische-Großherzogliche Hessische Eisenbahngesellschaft symbolisieren soll. Es ging im Zweiten Weltkrieg verloren. Außerdem befindet sich links vom Wappen ein Flügelrad als Zeichen für die Eisenbahn. Des Weiteren ist die Jahreszahl 1903 zu sehen. In diesem Jahr wurde das Bahnhofsgebäude fertiggestellt, der Abriss des alten Gebäudes verzögerte jedoch die offizielle Einweihung des neuen Bahnhofs bis 1904.
Die fast 30 Meter hohe Eingangshalle, zentral im Bahnhofsgebäude und parallel zur Straßenachse der Siegfriedstraße errichtet, die zum Rhein führt, stellt das „moderne“ Stadttor, den Übergang von der Eisenbahn zur Stadt dar. Die sehr dem Jugendstil ähnelnde straßenseitige Fassade des Empfangsgebäudes ist durch Steinmetzarbeiten reichlich geschmückt. Sie spiegeln den Fortschritt durch die Eisenbahn wider. Die 1903 fertiggestellte Fassade weist dabei einige Unterschiede zu dem ursprünglichen Entwurf von 1901 auf: Sie wirkt nun schlanker und scheint auch höher zu sein. Im Inneren der Eingangshalle sind zahlreiche Figurenkapitelle zu sehen, die Reisende in humoristischer Form darstellen. Auffälligstes Kunstwerk ist hier das große Hallenfenster. Auf seinem Bogenrelief ist die Geschichte des Transport- und Verkehrswesens dargestellt: Von links nach rechts sieht man einen von einem Ochsen gezogenen Pflug, einen alten römischen Rennwagen, zwei Männer, die eine Weinrebe tragen, eine Kamelkarawane, einen mit Rindern bespannten Wagen, einen hanseatischen Kaufmannswagen, eine Sänfte aus der Zeit des Barocks, eine Postkutsche und einen in entgegengesetzter Richtung dies alles überfahrenden Zug. Außerdem befinden sich hier noch andere Details wie ein Schaffner, der Fahrkarten locht oder ein Bahnhofsvorsteher, der mit einer Glocke die Abfahrt eines Zuges ankündigt.
Im Inneren der Eingangshalle befanden sich ursprünglich Fahrkarten- und Gepäckschalter und der Zugang zu den Wartesälen. Für die Ausstattung wurden runde Formen gewählt, um die Unfallgefahr zu mindern.

### Wartesäle
Die Wartesäle des Wormser Hauptbahnhofs waren hinter Bahnsteigsperren und durch einen Flur mit Tonnengewölbe zu erreichen, der zum Bahnsteigbereich führte. Der Durchgang war mit Figuren und Symbolen des Bauhandwerks und einem Trinkwasserbrunnen dekoriert, dessen Wasserspender ein Löwenkopf war. Die Wartesäle dritter und vierter Klasse (heute befindet sich dort ein Schnellrestaurant) waren mit einer Holzbalkendecke, festen eingebauten Bänken und einem Fries mit Szenen aus dem Verkehrswesen eingerichtet. In den Wartesälen der dritten und vierten Klasse befanden sich wie beim Hallenfenster Reliefs, die die Verkehrsgeschichte symbolisieren sollten. An den Wänden der Wartesäle erster und zweiter Klasse befanden sich Szenen aus der Nibelungensage, darunter Siegfried und Kriemhild, Nibelungenhort, Brünhild und Kriemhild sowie „Siegfrieds Tod“. Außerdem waren die Wartesälen mit Tonnengewölben und einem großen Kronleuchter ausgestattet. Das direkt von hier aus erreichbare Bahnhofs-Restaurant war mit einer geschnitzten Holzdecke und einem Fries mit Tier- und Pflanzenmotiven geschmückt.

### Fürstenpavillon

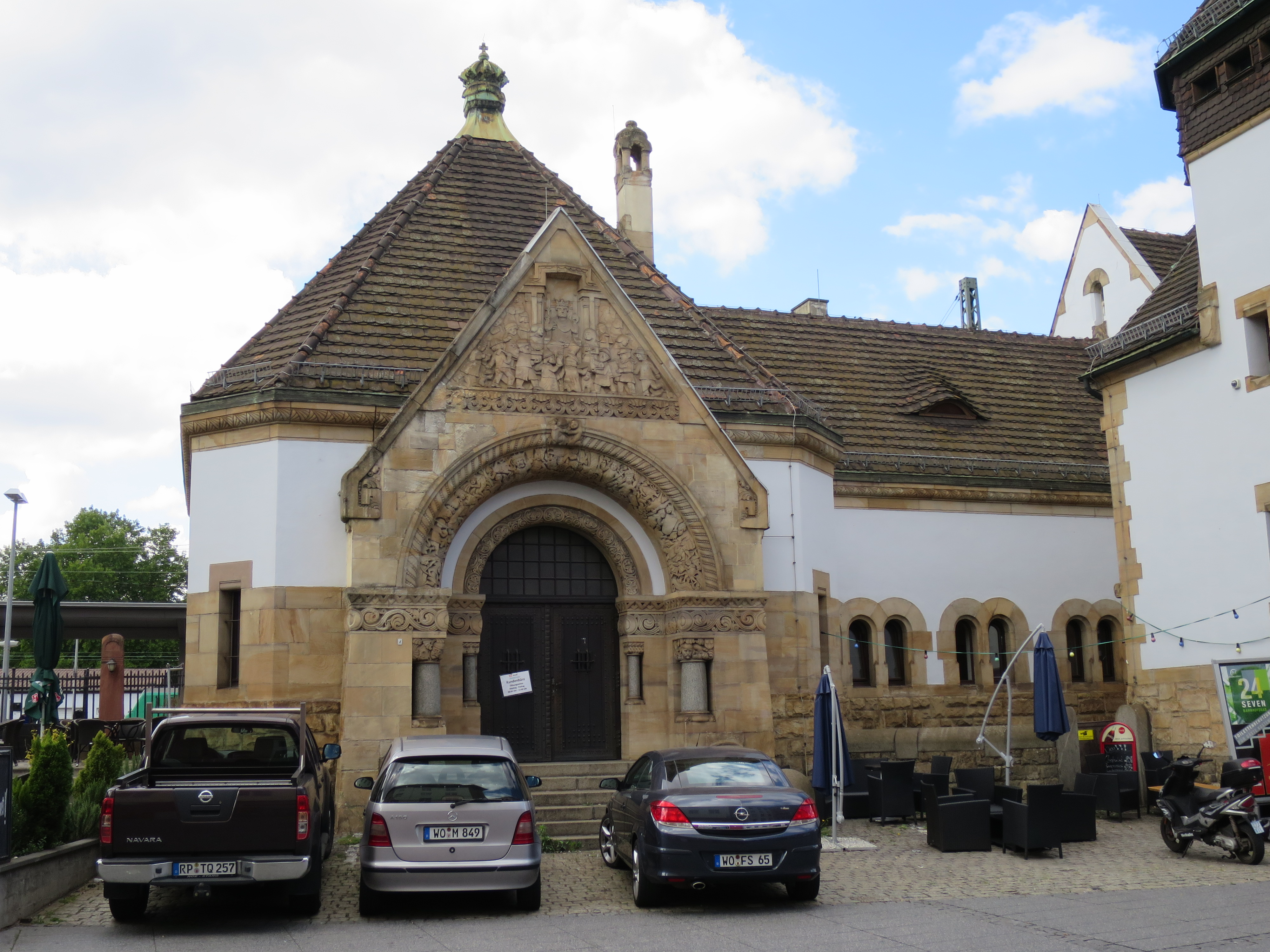
Pavillon des Fürstenbahnhofs

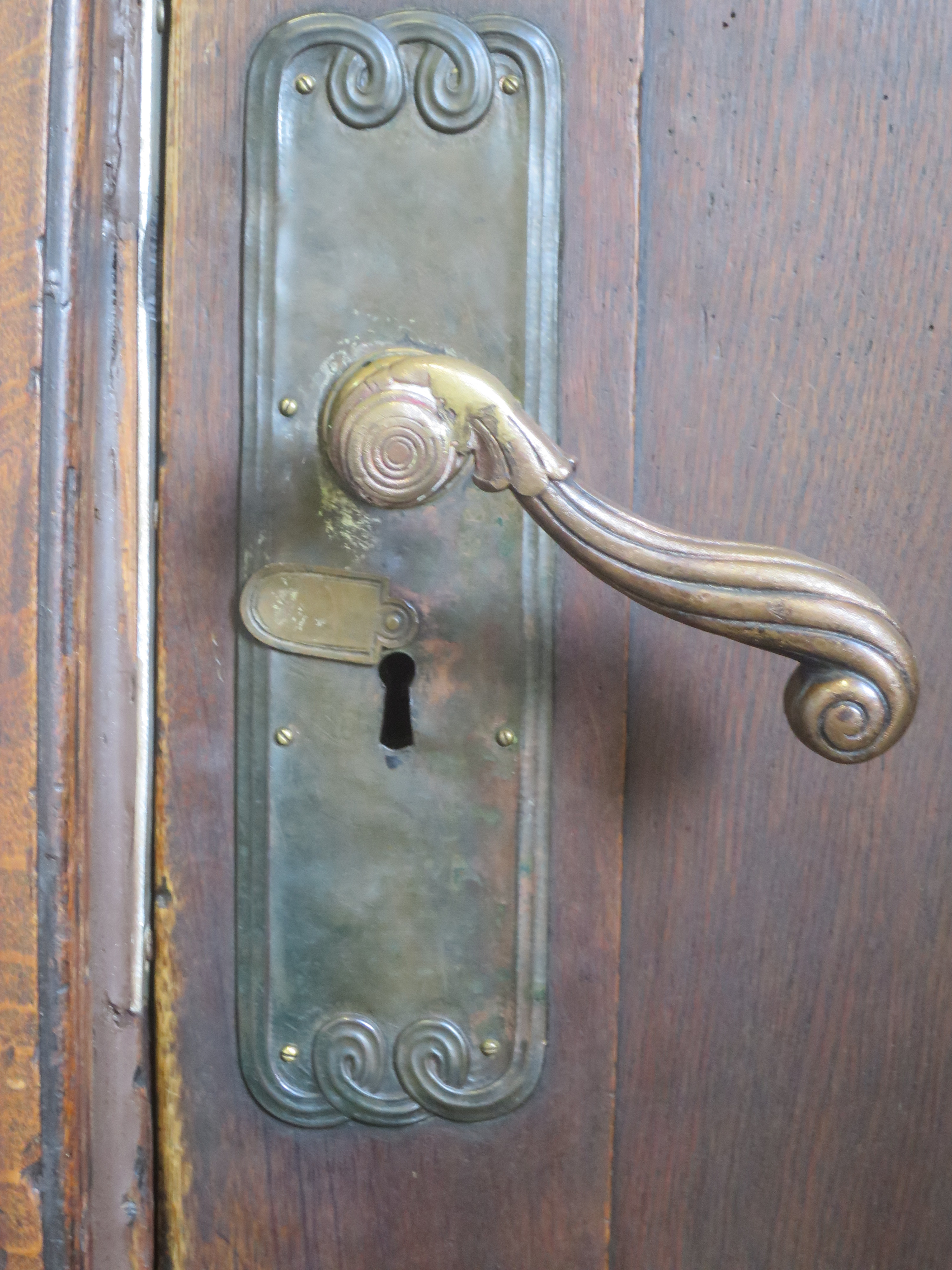
Baudetail am Fürstenpavillon: Türgriff

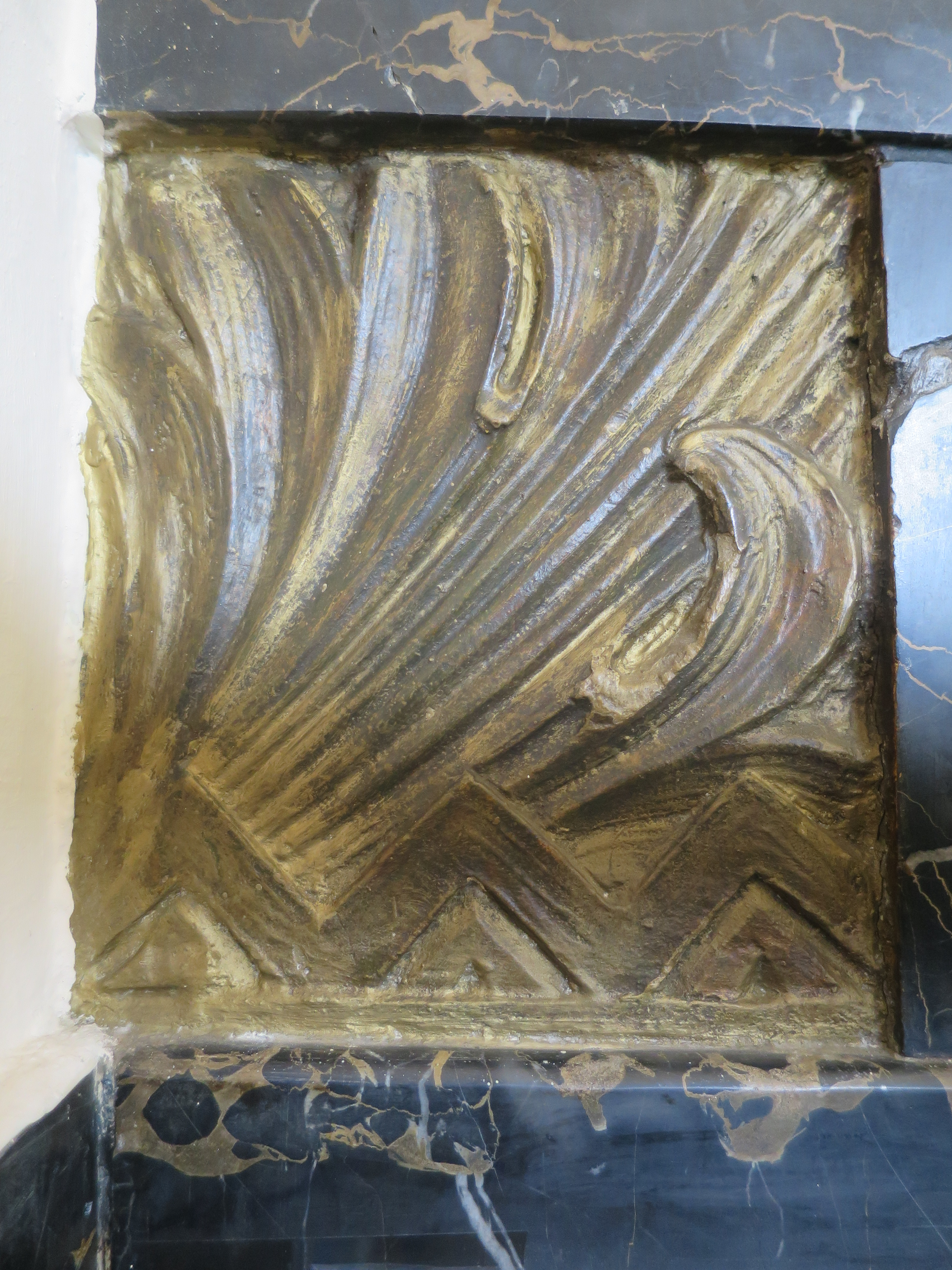
Baudetail am Fürstenpavillon: Wandkachel

Mit dem Hauptgebäude baulich verbunden, aber als Baukörper abgesetzt bildet der Fürstenpavillon den südlichen Abschluss des Empfangsgebäudes. Auf seinem Giebelrelief ist eine Huldigung der Stände dargestellt, auf dem Bogenrelief Kriegsszenen aus dem Nibelungenlied. Als Figuren sind auf der Fassade zur Bahnhofstraße hin der ehemalige Stadtbaumeister Karl Hofmann mit dem Fürstenpavillon in der Hand (inspiriert vom Südportal des Wormser Doms) sowie ein Eisenbahner, der Züge mit einer Glocke ankündigt, zu sehen. Bis zum Ende der Monarchie 1918 kamen nicht nur der Großherzog von Hessen, sondern auch der preußische König und deutsche Kaiser und der russische Zar nach Worms.
Zu dem Bauensemble gehört weiter auch ein getrenntes, eigenes Gebäude für die Bahnpost, das südlich des Empfangsgebäudes steht.

## Weitere Geschichte
Der Zweite Weltkrieg führte zwar zu erheblichen Schäden am Wormser Hauptbahnhof, das Empfangsgebäude aber erlitt nur relativ geringe Schäden. Als die Eingangshalle in den 1960er Jahren modernisiert wurde, wurden das Hallenfenster, die Eingangstüren, die Bahnhofsuhr im Hallenfenster und das geschwungene Vordach in den schlichten Formen der damaligen Zeit erneuert. Der Drache auf dem Giebel war schon während des Zweiten Weltkriegs entfernt worden. Das Tonnengewölbe der Haupthalle wurde dunkel gestrichen und durch eine Sichtblende optisch in eine Flachdecke verwandelt.
1994–1996 wurde das Innere des Fürstenpavillons, dessen Innenausstattung, Vertäfelung und Türen, fast vollständig erhalten war, restauriert.
Die Veränderung der Haupthalle in den 1960er Jahren wurde bei einem erneuten Umbau 1996 zurückgenommen. Die Bauplastik war zwar erhalten, die originale Ausmalung aber verloren. Die Haupthalle gibt heute Zugang zu einem Reisezentrum der DB Vertrieb, einer Bäckerei, einem Zeitschriftengeschäft, einem Fastfoodrestaurant und zu einer Wache der Bundespolizei.

## Bedeutung
Das Empfangsgebäude steht heute, ebenso wie das benachbarte ehemalige Bahnpostgebäude, unter Denkmalschutz.